# Nupserha subvelutina
Nupserha subvelutina là một loài bọ cánh cứng trong họ Cerambycidae.